# Radio-Observatorium Hartebeesthoek

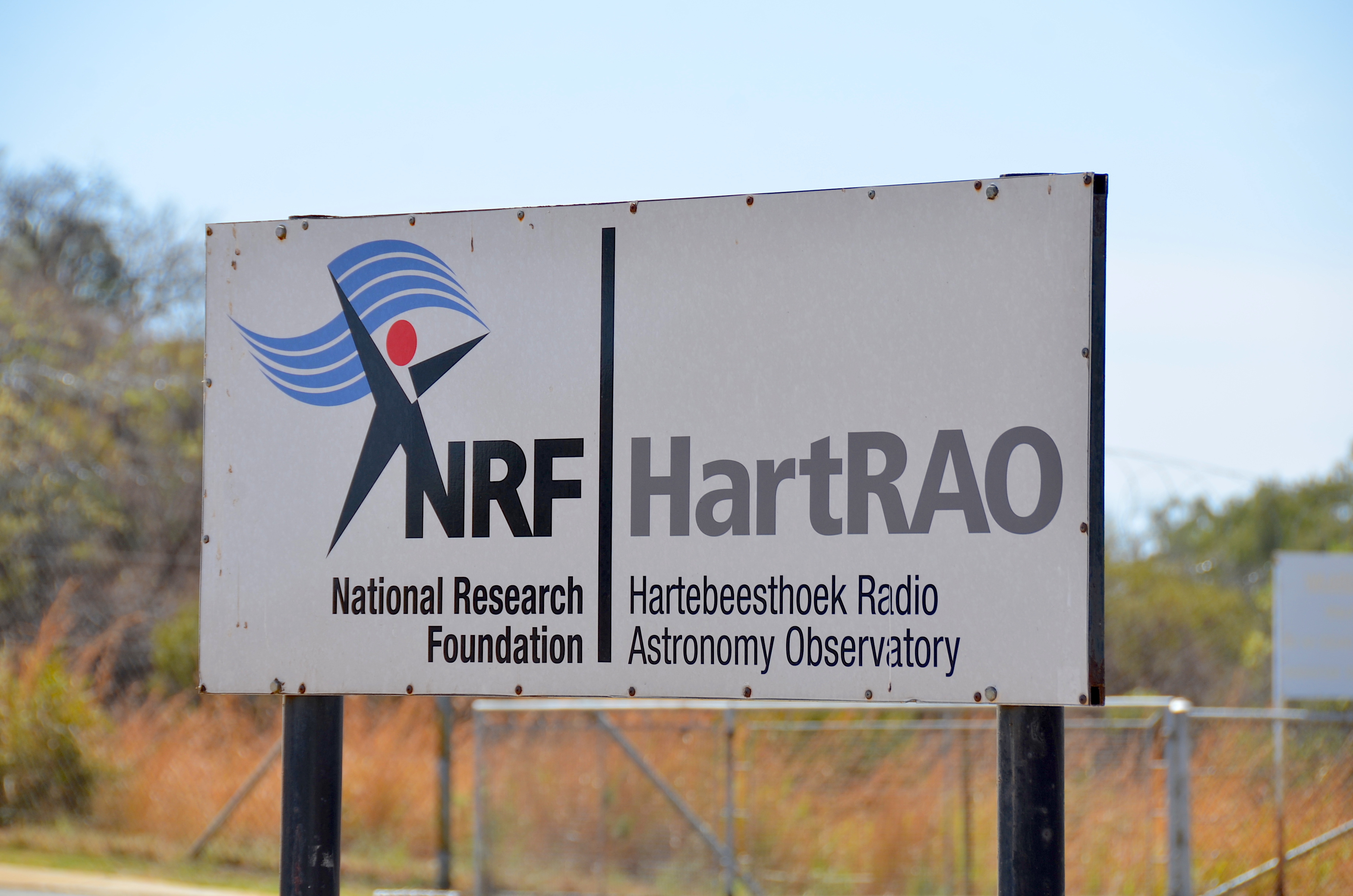
Schild am Eingang des Observatoriums

Das Radio-Observatorium Hartebeesthoek (Hartebeesthoek Radio Astronomy Observatory, kurz „HartRAO“) ist eine Einrichtung des Südafrikanischen Radio-Observatoriums (SARAO) unter dem Dach der National Research Foundation Südafrikas in der Provinz Gauteng, 50 km nordwestlich von Johannesburg. In unmittelbarer Nachbarschaft, aber organisatorisch getrennt befindet sich die Bahnverfolgungs- und Datenempfangsstation der South African National Space Agency (SANSA).

## Geschichte

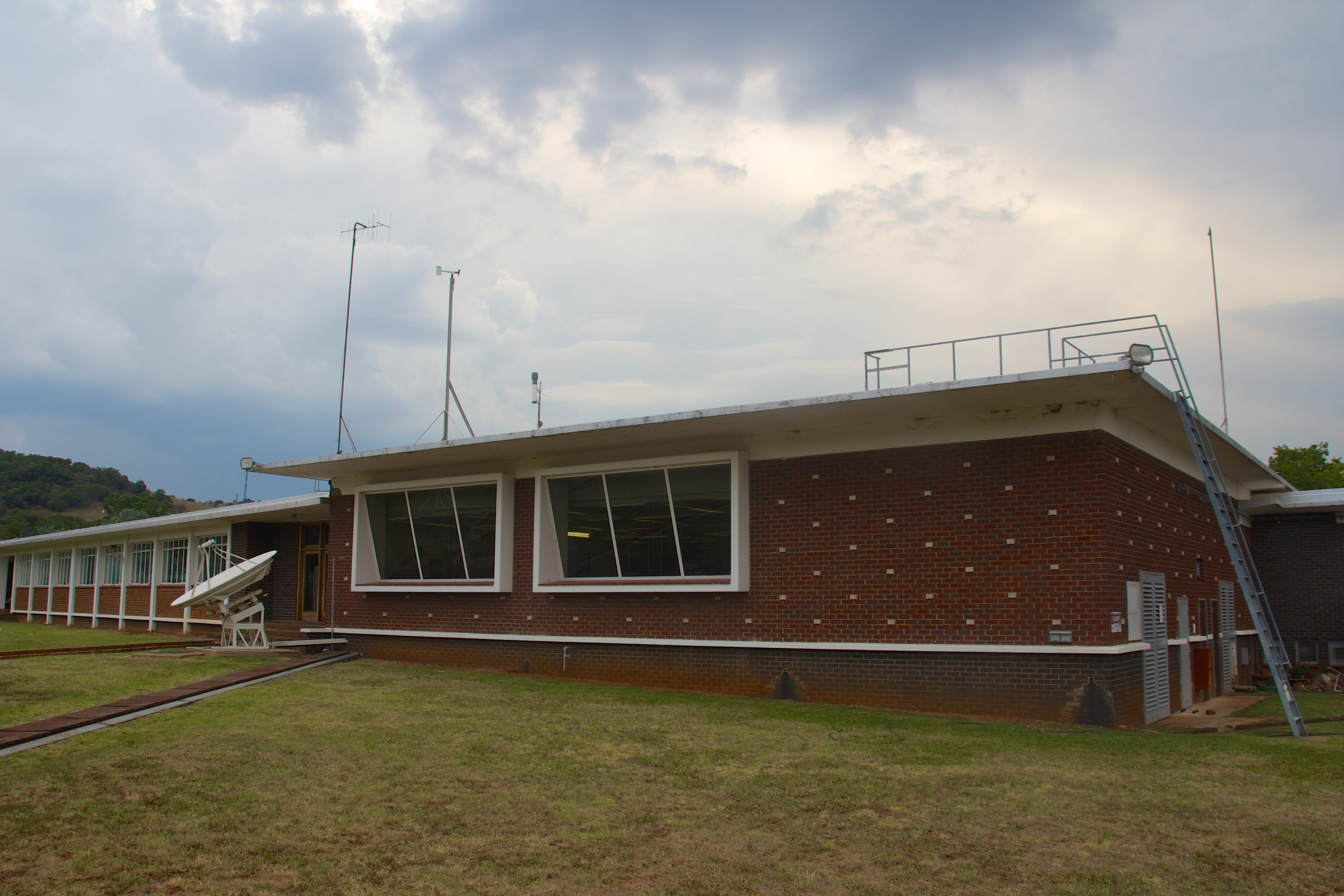
Der ursprüngliche Kontrollraum der Tiefraumstation

Das Hauptteleskop des Observatoriums Hartebeesthoek, eine Parabolantenne von knapp 26 m Durchmesser in parallaktischer Montierung, wurde ab Januar 1961 von der Blaw-Knox Corporation aus Orlando, Florida, im Auftrag der NASA gebaut.
Die damals mit einem Aluminiumgitter ausgekleidete Antenne war nicht für Radioastronomie gedacht, sondern diente zur Bahnverfolgung und Steuerung der frühen Tiefraumsonden. Hierfür war sie mit einem im Dezimeterwellen-Bereich auf 960 MHz arbeitenden Empfänger und Sender ausgestattet. Im Juli 1961 war die „Deep Space Instrumentation Facility 51“ betriebsbereit und wurde für Tests vor dem Start von Ranger 1 am 23. August 1961 verwendet. Zusammen mit der DSIF 11 in Goldstone, Kalifornien und der DSIF 41 in Woomera, South Australia, bildete Hartebeesthoek die erste Version des amerikanischen Deep Space Network.
Seit 1958 betrieb die NASA zwischen Johannesburg und Pretoria eine kleine Bahnverfolgungsstation zur Überwachung der sowjetischen und eigenen Satelliten (Sputnik, Vanguard etc.) in Umlaufbahnen um die Erde. Wegen zunehmender Radioverschmutzung wurde diese Station 1960 auf einen Hügel 2 km östlich der geplanten Tiefraumantenne verlegt. Im Juni 1961 ging die „BUR“ genannte Station des Spacecraft Tracking and Data Acquisition Network in Betrieb. BUR wurde damals vom Rat für wissenschaftliche und industrielle Forschung Südafrikas (Council for Scientific and Industrial Research, kurz „CSIR“) im Auftrag der NASA betrieben, ab 1976 dann alleine. Am 1. April 2011 ging die nun „Satellite Application Centre“ genannte Einrichtung in den Besitz der neugegründeten Raumfahrtbehörde SANSA über.
Auch die später „Deep Space Station 51“ genannte Einrichtung wurde – im Auftrag der NASA – vom CSIR betrieben. Die Anlage wurde mehrmals umgebaut. So war die Antenne ursprünglich als geschlossene Schüssel ausgeführt, die Einspeisung erfolgte aus dem Brennpunkt des Paraboloids. 1964 wurde auf das Cassegrain-Prinzip umgestellt, mit einem im Brennpunkt angeordneten Fangspiegel, der die Funksignale zu einem auf einem konischen Sockel in der Mitte der Antenne erhöht angebrachten Hornstrahler reflektierte. Gleichzeitig wurde die Arbeitsfrequenz von 960 MHz auf 2300 MHz (S-Band) umgestellt. Der neu installierte Klystron-Sender in der Instrumentenkabine an der Deklinationsachse hatte eine Leistung von 10 kW. Obwohl man die Stützstreben für den Fangspiegel anstatt der ursprünglichen Aluminiumrohre als Gitterstreben ausgeführt hatte, hatte sich das Gewicht der Antenne mit den notwendigen Gegengewichten durch den Umbau von ursprünglich 100 t auf 200 t verdoppelt.
Ein weiterer Umbau, bei dem die Aluminiumgitter-Auskleidung der Schüssel durch perforierte Aluminiumbleche ersetzt wurde, fand 1968 statt. Dadurch reduzierte sich die mittlere Abweichung von der idealen Paraboloidform auf 2 mm und der Antennengewinn im S-Band verbesserte sich um 10 %.
Nach der Inbetriebnahme der 64-m-Antenne der Tiefraumstation Madrid (DSS 63) am 14. Mai 1974 beendete die NASA im Juni 1974 ihre Operationen an der DSS 51 und übergab die Antenne dem Rat für wissenschaftliche und industrielle Forschung, der die Anlage zu einem Radio-Observatorium umbaute. Am 1. April 1984 wurde unter dem Dach des CSIR die Stiftung für Forschungsentwicklung (Foundation for Research Development, kurz „FRD“) gegründet (1990 wurde die Stiftung autonom). Die FRD war neben der finanziellen Unterstützung für Universitäten und Museen auch für wissenschaftliche Großeinrichtungen wie das Nationale Beschleunigerzentrum oder das auf optische Astronomie spezialisierte Astronomische Observatorium Südafrikas zuständig war.
1988 wurde das Radio-Observatorium Hartebeesthoek zur Nationalen Einrichtung (National Facility) erhoben und der FRD unterstellt. Als die FRD am 1. April 1999 mit dem Zentrum für die Entwicklung von Naturwissenschaft des Forschungsrats für Geisteswissenschaften zur National Research Foundation vereinigt wurde, ging Hartebeesthoek in den Besitz letzterer Stiftung über. Die Forschungsarbeit an der Einrichtung wird vom Südafrikanischen Radio-Observatorium (South African Radio Astronomy Observatory, kurz „SARAO“) organisiert.

## 26-m-Radioteleskop

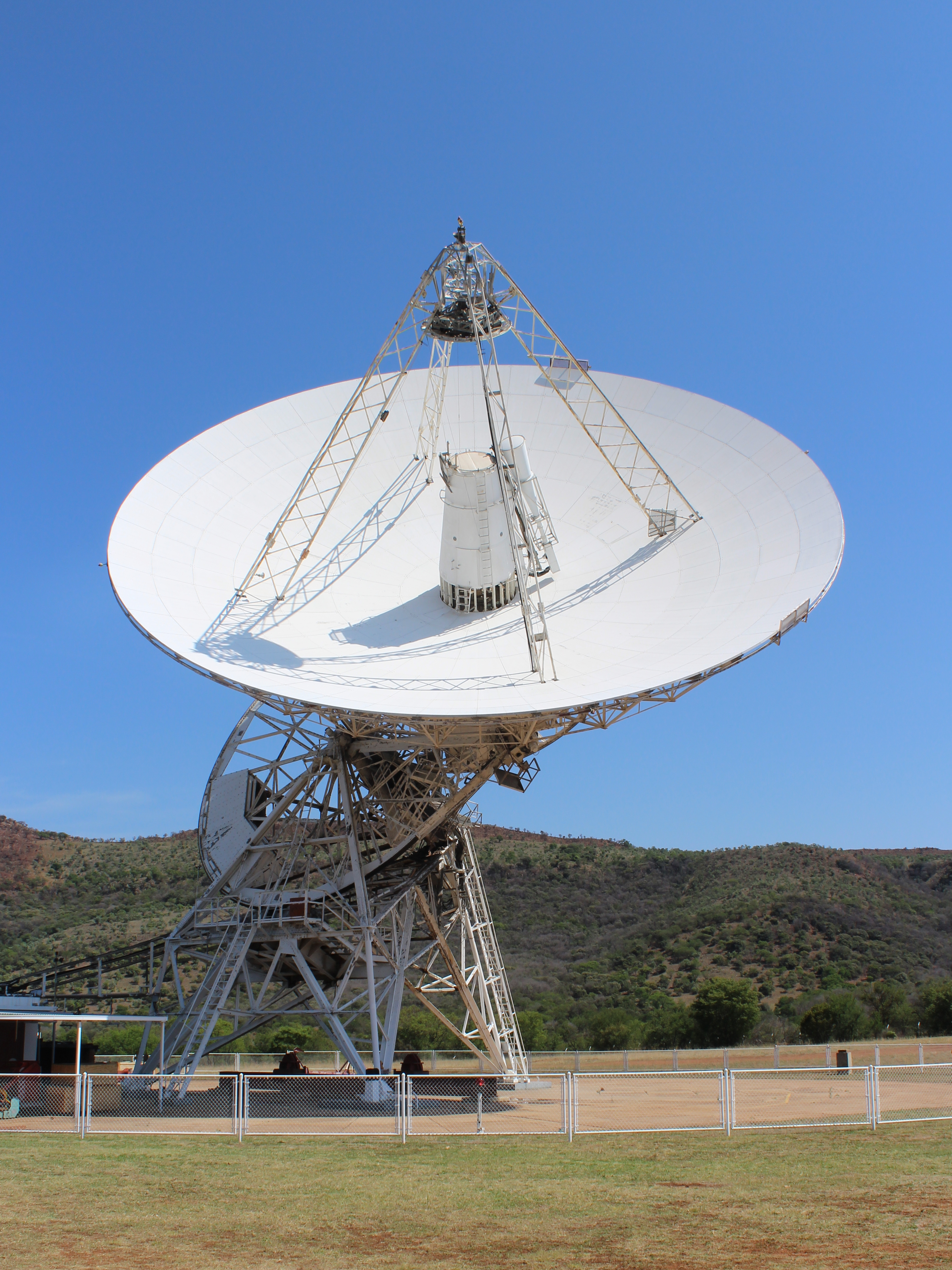
Das 26-m-Radioteleskop (2016)

Die im Allgemeinen als „26-m-Radioteleskop“ (26-metre Radio Telescope) bezeichnete Parabolantenne besitzt einen Durchmesser von 25,9 m (sie wurde 1961 als 85-Fuß-Antenne gebaut).
Die Antenne kann mittels zweier Elektromotoren an jeder Achse mit einer Geschwindigkeit von 0,5°/s geschwenkt und mit einer Genauigkeit von 0,001° ausgerichtet werden. Im Jahr 2023 verfügte das 26-m-Radioteleskop über folgende Empfänger:
- L-Band
  - 1,67 GHz gekühlt
- S-Band
  - 2,28 GHz gekühlt
- C-Band
  - 5,00 GHz gekühlt
  - 6,67 GHz gekühlt
- X-Band
  - 8,58 GHz gekühlt
  - 12,18 GHz ungekühlt
- K-Band
  - 23,00 GHz ungekühlt

Durch die parallaktische Montierung ergeben sich nach Norden und Süden gewisse Minimalwinkel für die Elevation, im Nordosten und Südwesten ist das Sichtfeld des Teleskops durch Hügel eingeschränkt. Alle Empfänger des  26-m-Radioteleskops sind für Langbasisinterferometrie (VLBI) ausgelegt; die Antenne ist Teil des Europäischen VLBI Netzwerks und des Long Baseline Arrays in Australien. Außerdem arbeitet man mit dem Very Long Baseline Array der USA zusammen. Die Antenne nahm auch an VLBI-Beobachtungen mit den in einem hohen Orbit um die Erde kreisenden Weltraumteleskopen HALCA des japanischen Instituts für Weltraumwissenschaften und RadioAstron der Russischen Akademie der Wissenschaften teil.

## 15-m-Radioteleskop
Nach der Grundsteinlegung durch Mosibudi Mangena, Minister für Wissenschaft und Technologie, im November 2006 wurde ab Januar 2007 gut 200 m westlich des 26-m-Radioteleskops eine Parabolantenne mit 15 m Durchmesser in altazimutaler Montierung gebaut, um Technologien für das geplante Square Kilometre Array zu erproben. Das Hauptziel des auch „XDM“ (für Experimental Development Model) genannten, von der IST Group aus Pretoria als Hauptauftragnehmer ausgeführten Projekts war, eine Antenne so preisgünstig zu konstruieren, dass der südafrikanische Teil des Square Kilometre Array mit 197 Einzelteleskopen von jeweils 15 m Durchmesser finanzierbar wurde.
Die 15-m-Antenne kann mit einer Geschwindigkeit von 1°/s um die Elevationsachse sowie mit 2°/s um die Azimutachse geschwenkt und mit einer Präzision von 0,001° ausgerichtet werden. Die Antennenschüssel besitzt eine geschlossene Fläche; die Einspeisung erfolgt, wie ursprünglich bei der 26-m-Antenne, aus dem Brennpunkt des Paraboloids.
Für die SKA-Tests wurde die Antenne zunächst mit zwei bei 1,5 GHz und 12 GHz arbeitenden Empfängern ausgestattet, mit denen im Juli 2007 erstmals Radiosignale aus dem All empfangen wurden (first light). Im September 2007 wurde dann ein im L-Band bei 1,43–1,67 GHz arbeitender Mehrfach-Einspeisungs-Empfänger installiert.
Am 30. März 2012, nach dem Abschluss der SKA-Tests, wurde dieser gegen ein neues, gekühltes Empfänger-System für das S-Band bei 2,3 GHz und das X-Band bei 8,6 GHz ausgetauscht.
Das Empfänger-System des 15-m-Teleskops ist VLBI-geeignet. Das Teleskop wird jedoch weniger für astronomische Beobachtungen verwendet, sondern primär für geodätische VLBI, bei der Quasare als Fixpunkte verwendet werden, um die Abstände zwischen Radioteleskopen zu messen und so Aussagen über Plattentektonik und Kontinentaldrift treffen zu können. So bewegt sich zum Beispiel das Radio-Observatorium Hartebeesthoek um 2,5 cm pro Jahr nach Nordosten, das Astronomische Observatorium Shanghai dagegen um 3 cm pro Jahr nach Südosten.

## Satelliten-Laserentfernungsmessung
Auf dem Observatoriumsgelände befindet sich auch ein von der NASA zur Verfügung gestelltes und am 20. November 2000 in Betrieb genommenes Gerät für Satelliten-Laserentfernungsmessung vom Typ MOBLAS 6, mit dem HartRAO in Zusammenarbeit mit der NASA den Orbit einer Reihe von Satelliten präzise vermisst. Diese Satelliten (vor allem GPS-Satelliten sowie Forschungssatelliten zur Messung der Höhe des Meeresspiegels und des Gravitationsfelds der Erde) sind mit Retroreflektoren ausgestattet. Das Gerät in Hartebeesthoek verwendet einen mit einem Güteschalter versehenen Infrarot-Laser mit 1064 nm, dessen Wellenlänge mittels eines Kaliumtitanylphosphat-Kristalls auf 532 nm halbiert und ins sichtbare grüne Licht verschoben wird.
Über die Laufzeit des mit einem optischen Teleskop beobachteten Laserblitzes kann der Abstand des Satelliten bestimmt werden.